# モデルナ
モデルナ（Moderna [məˈdɜːrnə]）は、アメリカ合衆国マサチューセッツ州ケンブリッジに本社を置くバイオテクノロジー企業。メッセンジャーRNA(mRNA)のみに基づく創薬、医薬品開発、ワクチン技術に焦点を当てている。
モデルナの技術プラットフォームは、ヒトの細胞に合成ヌクレオシド修飾mRNA(modRNA)を挿入する。その後、このmRNAは細胞を再プログラムして免疫応答を促す。これはmRNAを細胞に挿入することによる副作用があったために以前は放棄されていた新たな技術である。
本技術を使用したCOVID-19ワクチンが開発・製造・販売されている。

## 歴史

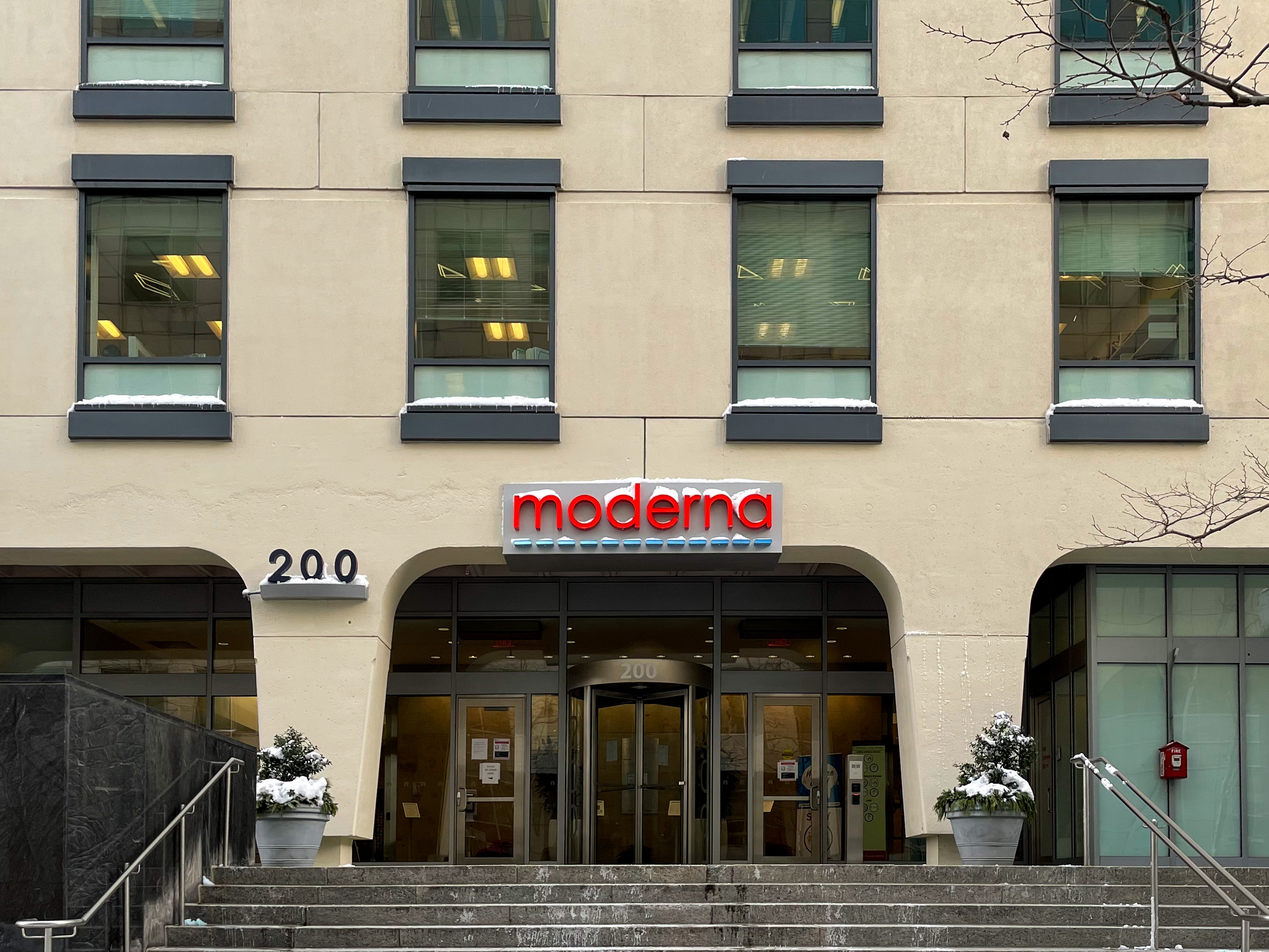
マサチューセッツ州ケンブリッジにあるモデルナ本社

2010年、ModeRNA Therapeutics が幹細胞生物学者のデリック・ロッシの研究を商業化するために設立された。ロッシは最初に修飾mRNAをヒトの細胞にトランスフェクトし、これを幹細胞に脱分化（幹細胞はさらに所望の標的細胞型に再分化することができる）することでmRNAを修飾する方法を開発した。ロッシはハーバード大学の教員であるTim Springerにアプローチした。SpringerはKenneth Chien、ロバート・ランガー、ベンチャーキャピタルのFlagship Venturesに共同投資を求めた。
2011年、Flagship Ventures (現在Flagship Pioneering) のCEOであるNoubar Afeyanはヨーロッパの制約販売及び運営のエグゼクティブであるStéphane BancelをCEOとして迎えた。Afeyanは個人としてモデルナの19.5%を所有し最大の単一株主であったが、ファンドであるFlagship Pioneeringは18%を所有していた。
2013年3月、モデルナとアストラゼネカは心血管疾患、代謝性疾患、腎疾患の治療領域での治療のためのmRNAを発見、開発、商業化するための5年間の独占的オプション契約に署名し、がんの標的を選択した。この合意にはモデルナへの2億4千万ドルの前払いが含まれており、この支払いは「臨床試験ですでに試験されている薬を含まない製薬業界のライセンス契約においてこれまでで最大の初期払いの1つ」であり、モデルナのシェアは8%であった。2020年5月時点で、心筋虚血の治療である第I相試験を通った候補は1つだけであり、AZD8601とラベル付けされている。
2014年1月、モデルナとAlexion Pharmaceuticalsは治療を必要とする希少疾患について1億2500万ドルの契約を締結した。Alexionは、モデルナのmRNA治療プラットフォームを使用して、クリグラー・ナジャール症候群を含む希少疾患治療を開発するための製品オプションに対して1億ドルをモデルナに支払った。2016年までに、JPモルガン・チェースの投資家たちにAlexionとの研究はまもなくヒトの治験に入るであろうと語った。しかし、2017年までに、Alexionとのプログラムは、動物の治験によりモデルナの治療はヒトに使用するのには十分安全ではないことが示されたため廃止された。
2016年2月、『ネイチャー』のop-edは、ほとんどの新興及び確立されたバイオテクノロジー企業とは異なり、その技術に関する査読付き論文を公開していないことについてモデルナを批判し、そのアプローチを物議を醸していた失敗したTheranosのアプローチと比較した。2018年9月、Thrillistは "Why This Secretive Tech Start-Up Could Be The Next Theranos" （「なぜこの秘密の技術スタートアップが次のTheranosになる可能性があるのか」）というタイトルの記事を公開し、秘密性に対する評判と研究の科学的検証または独立した査読がないことを批判しているが、そのとき米国で最も高い評価を得る50億ドル以上の民間バイオテクノロジー企業となっていた。元モデルナの科学者はStatに「これは裸の王様のケースである。彼らは投資会社を経営しており、うまくいけば成功する薬も開発する」と発言している。
2018年、"Moderna Inc." と社名を変更し、ティッカーシンボルをMRNAとし、ワクチン開発のポートフォリオをさらに増やした。2018年12月、史上最大のバイオテクノロジー新規株主公開となり、NASDAQで6億2100万ドル（1株当たり23ドルで2700万株）を調達した。これは会社全体の評価額が75億ドルであることを意味する。2019年末の米国証券取引委員会(SEC)のファイリングによると、モデルナは開始以来15億ドルの損失を累積し、2019年だけで5億1400万ドルの損失を出し、2010年以降では32億ドルの株式を調達した。2020年現在、モデルナは600億ドルと評価された。
2020年3月、トランプ政権と製薬会社の役員との間のホワイトハウス会議において、Bancelは大統領にモデルナは数か月以内にCOVID-19ワクチンを準備できると話した。翌日、FDAはモデルナワクチン候補の臨床試験を承認し、モデルナは後にオペレーション・ワープ・スピードから4億8300万ドルの投資を受けた。また取締役であるモンセフ・スラウイがオペレーション・ワープ・スピード主任科学者に任命された。
2022年現在、40以上の新薬候補を開発しており、SARSコロナウイルス2、インフルエンザウィルス、RSウイルスに効果を有する混合ワクチンなどもあるとされる。
2023年1月、無細胞DNA合成および増幅技術開発を行うオリシロジェノミクスの買収を発表した。

## 概要
モデルナはシュードウリジンヌクレオシドを含むmRNAを使用して、脂質ナノ粒子で送達されるmRNAを開発している。候補は挿入型遺伝子変異による折り畳みと翻訳効率が改善されるように設計される。
モデルナCOVID-19ワクチン候補であるmRNA-1273は第I相試験で18-55歳の少数のボランティアで免疫原性であることが示された。December 2020年現在、モデルナ及びファイザーCOVID-19ワクチンは、FDA及び他国の規制当局からの緊急使用許可のもとで販売が承認されていたが、第III相臨床試験を完了した、またはCOVID-19に対する予防的使用の認可を受けたmRNAワクチンはなかった。

### リーダーシップ
2011年以来、モデルナは、医薬品の販売と経営のバックグラウンドを持つフランスの実業家、Stéphane Bancel最高経営責任者（CEO）が率いてきた。Bancelはモデルナに対して密かにアプローチしていると言われており、タフな経営者であると評されている。Statは、これまでRNAに携わったことはないものの、Bancelは「博士号を持たないCEOにしては珍しく、100件を超えるモデルナの初期特許出願の共同発明者として名を連ねている」と述べている。Noubar Afeyan、Robert Langerに続き、Bancelは同社の筆頭株主となっている。
Stephen Hogeは社長であり、元マッキンゼー・アンド・カンパニーの経営コンサルタントで2012年に入社し、同社の第4位の個人株主である。David MelineがCFOを務めている。

### 取締役会
フラッグシップ・パイオニアリングのCEOであるNoubar Afeyanは、2011年からモデルナの取締役会長を務めている。生物化学工学の博士号を持つAfeyanは、フラッグシップ・パイオニアリングのさまざまな伝達手段を通じてモデルに権益を保有している。2018年のIPOの際に提出された文書によると、Afeyanは会社の19.5%を所有し、一方でフラッグシップは18%を所有しており、Afeyanは会社の37.5%を支配していた。
2020年5月、モデルナの取締役であるDr. Moncef Slaouiは、コロナウイルスのワクチン開発を加速させることを目的とした米国の「オペレーション・ワープ・スピード」のチーフサイエンティストになるために同社を辞任した。Slaoui氏は、新しい役職に就いても1000万ドル以上のストックオプションを持ち続け、連邦政府はコロナウイルスのワクチン試験を支援するために4億8300万ドルを同社に投資した。エリザベス・ウォーレン上院議員は、この保有を利益相反と呼び、Slaouiはオプションを売却すべきだったと述べた。

## COVID-19ワクチン
スパイクバックス筋注（コードネーム：mRNA-1273）は、アメリカ国立アレルギー・感染症研究所（NIAID）、アメリカ生物医学先端研究開発局（BARDA）、及びモデルナにより開発されたCOVID-19ワクチンである。モデルナのCOVID-19ワクチン候補であったmRNA-1273は、第III相の試験でCOVID-19疾患の予防に94%の有効性を示したことが2020年11月に報告された。これにより、ヨーロッパ、米国、及びカナダで緊急使用許可(EUA)が発行された。2020年12月18日、mRNA-1273は米国でEUAが発行された。2020年12月23日にカナダでの使用が承認され、2021年1月6日に欧州連合、1月8日にイギリスでそれぞれ認可された。

## 注
1. ↑  The relative success of AZD8601 is attributed to the fact that Moderna has been able to inject mRNA direct into the heart muscle without needing a drug delivery system.  However, only the heart and some skin areas are capable of absorbing "naked mRNA".[19]